# Maria Papuda
Maria “Papuda” foi uma mulher negra que viveu durante a segunda metade do século XIX e início do século XX, no que hoje é a cidade de Belo Horizonte. Seu verdadeiro nome não foi descoberto e a alcunha é uma denominação pejorativa, pois esta sofria de bócio. Dona Papuda é um símbolo de resistência dos moradores do arraial demolido para dar lugar à capital mineira e, concomitantemente à sua existência real, um fantasma e uma assombração.

## Origem

Rancho Velho de Papuda, 1894. Acervo Museu Histórico Abílio Barreto

A construção da nova capital de Minas Gerais foi um projeto que visou criar uma cidade planejada que simbolizasse os ideais da República recém instaurada, ao contrário da capital anterior, Ouro Preto, uma localidade ligada ao passado colonial, pouco acessível para a época e com limitações geográficas para o crescimento. A partir da escolha do arraial do Curral Del Rei para sediar ao novo centro administrativo, uma comissão foi instaurada para isso, a Comissão Construtora da Nova Capital (CCNC), inicialmente liderada por Aarão Reis. Essa organização desenhou os contornos iniciais da capital mineira, não tendo em mente as pessoas que viviam na região. O processo de desapropriações dos moradores do arraial foi conturbado, com um sistema de indenização, em dinheiro ou em lotes na própria cidade, implementado em 1894.
A relação entre Maria Papuda e a CCNC se iniciou no momento que essa se opôs à destruição de sua residência, dificultando o processo. A referida mulher vivia em seu rancho, uma Cafua, uma casa de barro coberta por capim, localizada na atual rua Sergipe. A casa que Maria viveu detém um estilo arquitetônico africano, em especial comum a pessoas da cultura com a língua bantu, uma persistência da comunidade negra na capital. Nesse sentido, Dona Papuda pode ser pensada como uma das representantes históricas da resistência ao projeto de implantação da nova capital e de marginalização da população pobre e negra da Cidade de Minas, oficialmente denominada Belo Horizonte em 1901.
Apesar da resistência de Maria Papuda, em meio ao processo de construção Palácio Presidencial, as casas situadas na região, incluindo a dela, foram destruídas pela Comissão Construtora da Nova Capital e as pessoas que ali viviam foram realocadas.
Uma representação clássica da moradora do Curral Del Rei é a imagem presente no acervo do Museu Histórico Abílio Barreto. Essa imagem foi retirada do Álbum de Vistas Locaes e das Obras Projetadas para a Edificação da Nova Cidade, que foi o livro fotográfico da CCNC, organizado por Erhard Brand, em 1895. O objetivo do compilado era construir uma memória positiva sobre o projeto da nova capital e atestar o caráter progressista e moderno da Cidade de Minas.
Outro item presente no acervo do Museu é o quadro Rancho Velho de Papuda, de autoria de Gabriela Mello, da década de 1940, uma pintora que foi residente do Arraial. A inspiração para a obra é a mesma fotografia anterior, que está presente na obra de Abílio Barreto.

## Terra dos papudos
Maria Papuda não era a única no Arraial acometida da doença do bócio. A região de Belo Horizonte era conhecida como a Terra dos Papudos. As habitações sofriam a infestação de barbeiros, que proliferavam a doença de Chagas, que tem por uma das consequências o bócio, popularmente chamado de papo. As casas eram propícias a reprodução desse inseto, ao possuírem pequenos buracos que serviam de descanso aos barbeiros.
Uma outra razão para a enfermidade é a falta de iodo na alimentação da população. Essa falta de iodo causa alterações somáticas e intelectuais, que também acarretam no bócio. Juscelino Kubitschek, ao assumir a presidência da República, estabeleceu em 1956 a obrigatoriedade da adição de iodo ao sal de cozinha em todo o país, a afim de diminuir a incidência da doença, medida que contribuiu para a significativa redução da enfermidade.

## Mistificação
A criação de uma narrativa em torno de um acontecimento ou uma pessoa é chamada de mito.  A lenda que ronda a Maria Papuda reside no fato de acreditarem que ela lançou uma maldição contra os governadores que ocupassem o futuro prédio, construído no local de sua antiga residência. Esta teria exposto que os governadores que assumissem o cargo em um ano par sofreriam algum acidente. Ao menos dois governadores morreram dentro do palácio, entre eles Raul Soares, que tomou posse em 1922 e sofreu um ataque cardíaco enquanto tomava banho, em 1924.
Nesse sentido, há uma interpretação da Maria como um “fantasma” que vive até hoje no local, assombrando os visitantes. Ademais, a concepção de feitiçaria e bruxaria também estão associadas a mulher, que teria rogado uma praga aos políticos, em razão de ser uma grande maga. Essa concepção contribui para a invisibilidade e o silenciamento das experiências da comunidade negra na capital mineira, ao associar essa população a uma visão negativa.
Maria e seu “rancho” são testemunhas do modo de vida de um grupo no período apresentado, que se tornam parte do imaginário social como algo irreal, negativo, uma assombração. Desse modo, a Papuda é reconhecida em sua dimensão não humana e suas características são esquecidas. Para além das fábulas que o conhecimento popular produziu e ainda produz sobre essa figura, Dona Papuda deve ser reconhecida como uma mulher negra, idosa, que ofereceu resistência à desapropriação de sua casa.
Portanto, o debate sobre o mito é um modo de trazer à luz as histórias apagadas, mesmo que essa narrativa apresente, em parte, uma elaboração ficcional, há elementos que remetem a um indivíduo ou a um grupo a ser destacado.
Seu caráter de resistência fez de Maria um grande símbolo para o Movimento de Luta nos Bairros, Vilas e Favelas, que em julho de 2023 começou uma ocupação no centro de Belo Horizonte, batizada de "Ocupação Maria do Arraial" em sua homenagem.